# 平顺街道
平顺街道，是中华人民共和国黑龙江省绥化市庆安县下辖的一个乡镇级行政单位。

## 行政区划
平顺街道下辖以下地区：
庆政社区、庆建社区和庆新社区。